# Uptown Lowdown: A Jazz Salute to the Big Apple
Uptown Lowdown: A Jazz Salute to the Big Apple ist ein Jazzalbum von Randy Sandke und den Nagel Heyer All-Stars. Die 1999 live beim JVC Jazz Festival im Sylvia and Danny Kaye Playhouse in New York City entstandenen Aufnahmen erschienen 2000 auf Nagel-Heyer Records.

## Hintergrund
Ende der 1990er-Jahre hatte Randy Sandke mit seinem Ensemble The New York Allstars der Musik von Louis Armstrong und Bix Beiderbecke gewidmete Album eingespielt, The Re-discovered Louis and Bix, erschienen bei Nagel-Heyer Records. In seiner Band spielten Musiker des Mainstream Jazz wie Joe Ascione, Ken Peplowski und Scott Robinson. Diese traten dann auch im selben Jahr mit Sandke und weiteren Musikern, die auch im Lincoln Center Jazz Orchestra spielten, auf dem New Yorker JVC Jazz Festival auf, von dem der Mitschnitt stammt. Die von Sandke geleitete Band spielte Musik aus mehreren Epochen des Jazz, vom frühen Jazz bis zum Modern Jazz, die mit der Stadt New York verbunden ist.
Sandkes Hommage an New York City beginnt einer Reihe von Duke-Ellington-Stücken, von denen jedes musikalisch einen Aspekt des Lebens in Harlem darstellen sollt, notierte Jack Bowers; Echoes of Harlem (auch Cootie’s Concerto von 1936), Drop Me Off in Harlem (1933), sowie Nummern aus dieser Ära wie Jungle Nights in Harlem, Boys from Harlem und Sugar Hill Penthouse, der Schlussteil aus Ellingtons Black, Brown, and Beige Album von 1943. Es folgen Tin-Pan-Alley-Nummern wie Chinatown, My Chinatown (1910) und Rose of Washington Square von 1920, schließlich Slumming on Park Avenue, ein Song von Irving Berlin von 1937 (in dem Gitarrist Howard Alden und Klarinettist Ken Peplowski ein Duett spielen), und 42nd Street, ein Lied aus dem gleichnamigen Musical. Daran schließt sich die von Charlie Parker stammende Bebop-Nummer Scrapple from the Apple (1945) an, gefolgt von Nostalgia in Times Square von Charles Mingus von 1959. Aus dieser Zeit stammt auch John Coltranes Grand Central (mit Wycliffe Gordon, Eric Reed and Scott Robinson als Solisten), um dann wieder zum Bop mit Thelonious Monks 52nd Street Theme und dem Swing mit Billy Strayhorns Take the “A” Train zu schließen. Das Konzert endet mit einer Zugabe, Bob Haggarts und Johnny Burkes Klassiker von 1939, What’s New.

## Titelliste
- Randy Sandke: Uptown Lowdown: A Jazz Salute to the Big Apple (Nagel-Heyer Records CD2004)
  1. [The Harlem Medley] Echoes of Harlem / Drop Me Off in Harlem (Ellington, Nick A. Kenny) 3:07
  2. Jungle Nights in Harlem (Ellington) 3:37
  3. Boys from Harlem (Ellington) 3:33
  4. Sugar Hill Penthouse (Ellington, Strayhorn) 2:31
  5. Blue Belles of Harlem (Ellington) 3:07
  6. Harlem Speaks (Ellington) 5:28
  7. Chinatown, My Chinatown – 3:09
  8. [Medley] Rose of Washington Square (Ballard Macdonald, James F. Hanley) / Broadway Rose (Martin Fried, Otis Spencer, Eugene West) 6:43
  9. Slumming on Park Avenue (Irving Berlin) 5:13
  10. 42nd Street (Harry Warren, Al Dubin) 5:59
  11. Scrapple from the Apple (Charlie Parker) 5:48
  12. Nostalgia in Times Square (Charles Mingus) 8:14
  13. Grand Central (John Coltrane) 8:31
  14. 52nd Street Theme (Monk) 4:42
  15. Take the “A” Train (Strayhorn) 7:46
  16. What’s New (Bob Haggart, Johnny Burke) 5:09

## Rezeption
Richard S. Ginell verlieh dem Album in AllMusic vier Sterne und schrieb, Sandke hätte mit Musikern des Lincoln Center Jazz Orchestra und einigen unabhängigen, geschichtsbewussten Spielern der Region über ein Ensemble verfügt, das die Nummern des Programms mit klarer Virtuosität in jedem geforderten Jazzidiom abgefeuert habe. Zum Glück gebe es auch mehr als genug Begeisterung im Spiel, was nicht zuletzt auf die Aufnahmesituation eines Festivals zurückzuführen sei. Alles in allem sei dies ein gut aufgenommenes Andenken an das, was nach einer herzerwärmenden lokalen Feier klinge.
Der Kritiker Jack Bowers, der das Album in All About Jazz rezensierte, lobte Sandkes ernsthafte Hommage an New York City, mit charmanten Interpretationen großartiger alter Ellington-Stücke und der dann folgenden Wirbelsturm-Tour der nie ganz großen Band durch die Stadt mit Zwischenstopps in Chinatown, am Washington Square, am Broadway, in der Park Avenue, in der 42nd Street und der 52nd Street, am Times Square und in der Grand Central Station, um an der U-Bahn-Linie A zu enden.